# Skîtok, Ripkî
Skîtok (în ucraineană Скиток) este un sat în comuna Novi Iarîlovîci din raionul Ripkî, regiunea Cernihiv, Ucraina.

## Demografie
Componența lingvistică a localității Skîtok
     Ucraineană (90,32%)
     Rusă (9,68%)
Conform recensământului din 2001, majoritatea populației localității Skîtok era vorbitoare de ucraineană (90,32%), existând în minoritate și vorbitori de rusă (9,68%).